# Émeutes de 1992 à Los Angeles
Les émeutes de 1992 à Los Angeles ont débuté le 29 avril 1992 à Los Angeles après qu'un jury, composé de dix Blancs, un Asiatique et un Latino, a acquitté quatre officiers de police blancs accusés d'avoir passé à tabac un automobiliste noir américain, Rodney King, après une course-poursuite pour excès de vitesse. Elles impliquent des milliers d'habitants de Los Angeles, principalement de jeunes hommes afro-américains et latinos.
Les émeutes durent six jours, bien que les événements les plus importants aient eu lieu entre le soir du verdict et le troisième jour. Finalement, on dénombre entre 53 et 55 morts, plus de 2 300 blessés, des milliers d'arrestations et des dommages matériels s'élevant entre 800 millions et un milliard de dollars. Il y a plus de 3 600 départs de feu, détruisant 1 100 bâtiments. Après un déploiement important de la police et de la garde nationale sur place, plusieurs milliers de personnes sont arrêtées, dont 36 % d'Afro-Américains, 52 % d'Hispaniques et 10 % de Blancs. En 1993, les policiers accusés sont rejugés par un tribunal fédéral et condamnés à trente mois de prison.
Des violences ont aussi eu lieu à Seattle, Oakland, San Francisco, Las Vegas et San Diego pour la côte ouest, New York, Philadelphie et Atlanta pour la côte est, sans toutefois atteindre le degré des émeutes de Los Angeles.

## Contexte

### Tensions raciales
La composition raciale du Sud de Los Angeles, historiquement noire, évolue à l'arrivée de Latinos et de Coréens. Ces derniers en particulier achètent des petites épiceries et des débits d'alcool où ils pratiquent des prix élevés s'appuyant sur leur quasi-monopole, les grandes chaînes de supermarchés ne s'installant pas dans les quartiers pauvres. Dans la zone touchée par les émeutes, la population hispanique a augmenté en une dizaine d'années de 119 %.
La compétition économique entre les différentes populations des classes ouvrières et des petites entreprises est à l'origine d'une certaine animosité raciale ; ainsi, dans les années 1980, les entreprises du centre de Los Angeles se séparent de la plupart de leurs employés noirs responsables de l'entretien des bâtiments pour les remplacer par des immigrants latinos, payés moitié moins que leurs prédécesseurs syndiqués. La fracture entre les boutiques coréennes et les habitants noirs est également très prononcée. La communauté noire se plaint de mauvais traitements et de la hausse des prix[réf. nécessaire].

### Chômage et pauvreté
Le taux de chômage est extrêmement élevé parmi les résidents de South Central : les quartiers du Sud de Los Angeles sont sévèrement touchés par la récession nationale de la fin des années 1980.
La police de Los Angeles, quant à elle, est perçue comme particulièrement violente et accusée de racisme. Son recours régulier au délit de faciès sera confirmé par la commission d'enquête de Warren Christopher après les émeutes,.

## Événements déclencheurs

### Affaire Rodney King
Le 3 mars 1991, à Los Angeles, Rodney King est poursuivi par des policiers du Los Angeles Police Department à la suite d'un excès de vitesse. Il a deux passagers à bord et refuse de s'arrêter. Il a passé la soirée à boire avec ses amis, en regardant un match de basket-ball. Au terme de la poursuite, qui se fait à des vitesses allant d'après la police jusqu'à 190 km/h (117 mph) et sur environ 13 kilomètres, il arrête son véhicule. En quelques secondes, trois voitures de police et un hélicoptère sont sur les lieux. Bryant « Pooh » Allen et Freddie Helms, les deux passagers, obtempèrent aux ordres des policiers et sortent du véhicule, ils sont emmenés à l'écart sans incident, mais King refuse de sortir. Une policière, Melanie Singer, pointe son arme sur lui et lui ordonne de sortir et de s'allonger au sol. Quatre policiers tentent alors de le maîtriser mais King, ivre et musclé, se débat et ils battent en retraite.
Le comportement anormal du suspect et son regard « vide » font penser aux officiers (à tort, comme l'indiquera l'enquête) qu'il est sous l'emprise de PCP, une drogue qui occulte la douleur et donne à celui qui est sous son influence l'impression d'avoir une force surhumaine.
Le sergent Stacey Koon tire sur King au taser. Il tombe à genoux avant de se relever. Koon tire alors une deuxième fois, ce qui jette Rodney King au sol. King se relève néanmoins une deuxième fois et devant sa résistance, les officiers Laurence Powell et Timothy Wind le rouent de coups, à l'aide de leurs bâtons. Le passage à tabac dure environ une minute vingt et est filmé par George Holliday, un habitant du quartier, réveillé par le bruit et la lumière. Une vingtaine d'autres policiers présents restent en retrait.
Après 56 coups de bâton, dont un à la tête, et six coups de pied, cinq ou six officiers maîtrisent King, le menottent et entravent ses bras et ses jambes à l'aide de cordes. Ils le traînent ensuite à plat ventre vers le bas-côté et attendent une ambulance. Les deux passagers de King sont immédiatement relâchés.
À l'hôpital, Rodney King reçoit vingt points de suture dont cinq à l'intérieur de la bouche, l'examen médical montre qu'il a la mâchoire fracturée et la cheville droite cassée. Il est emprisonné quatre jours, puis est relâché, un procureur ayant estimé qu'aucune charge ne peut être retenue contre lui,.
La vidéo de George Holliday dure au total neuf minutes et vingt secondes ; elle commence avec des images montrant King se jetant sur Powell, puis l'intégralité du tabassage, le menottage, et la fin de l'arrestation.
En mars 1992, commence à Simi Valley le procès des policiers Koon, Powell, Wind et Briseno. Ils sont accusés d'« usage excessif de la force » (« use of excessive force »). La défense ayant récusé les Afro-Américains, le jury est composé de dix Blancs, un Asiatique et une Latina. La vidéo de George Holliday est versée au dossier et est examinée image par image par des experts.
Le 29 avril, après sept jours de délibérations du jury, les quatre accusés sont acquittés. Stacey Koon doit être escorté par plusieurs policiers chargés de sa sécurité à la sortie du tribunal.

### Affaire Latasha Harlins
Au matin du 16 mars 1991 à South Central, Soon Ja Du, une Coréenne âgée de 51 ans à l'époque, gérante d'une épicerie, voit Latasha Harlins, une Afro-Américaine de 15 ans, mettre une bouteille de jus d'orange dans son sac à dos. Quand Harlins se présente au comptoir, Du l'agrippe violemment pour lui reprendre la bouteille. Harlins se débat et lui assène deux coups de poing au visage. Harlins rend finalement la bouteille mais au moment où elle se retourne pour sortir du magasin, Du sort un revolver et tire derrière la tête de Harlins, qui meurt sur le coup. Le mari de Soon Ja Du, réveillé par les coups de feu, appelle la police pour les informer qu'un braquage a eu lieu.
L'enquête de police a montré que Harlins prévoyait de payer — les enquêteurs ont trouvé 2 dollars dans sa main gauche — et que celle-ci en avait informé la gérante quand cette dernière l'accusait d'avoir volé, selon les témoignages,. 
Le 15 novembre 1991, la juge Joyce Karlin justifie la réaction de Soon Ja Du et la condamne à 5 ans de prison avec sursis, 400 heures de travaux d'intérêt général et 500 dollars d'amende. Elle va ainsi contre l'avis du jury qui demande 16 ans d'emprisonnement ferme pour homicide volontaire. Le jugement est confirmé en appel le 21 avril 1992.

## Déroulement

### Mercredi 29 avril

#### Annonce du verdict
Pendant la semaine de délibérations, Daryl Gates, à la tête du LAPD, prévoit un million de dollars de budget pour des heures supplémentaires de ses officiers de police. Pourtant, à l'annonce du verdict, les deux tiers des capitaines de police sont à Ventura pour une formation censée durer trois jours.
À treize heures, le juge Stanley Weisberg annonce que le verdict est connu et sera annoncé deux heures plus tard, afin de permettre aux journalistes et aux services d'urgence de se coordonner pour réagir aux violences prévues en cas d'acquittement. Le LAPD active l'Emergency Operations Center, ce qui signifie que les policiers sont prêts à réagir mais n'entreprennent aucune action immédiate. Les policiers censés protéger le tribunal ne sont pas tous là avant 16 h 45. Le risque de violences est sous-évalué et aucun dispositif n'est prévu pour garder les policiers terminant leur service à quinze heures.
Le verdict est annoncé à 15 h 15. Une demi-heure plus tard, plus de 300 personnes manifestent devant le tribunal. Vers 16 h 15, un groupe de personnes pille le Pay-Less Liquor and Deli sur Florence Avenue. Le fils du propriétaire reçoit un coup de bouteille de bière tandis que deux jeunes manifestants brisent la vitrine du magasin. Deux policiers se rendent sur place et écrivent un rapport, les coupables étant déjà partis,.
À 16 h 58, le maire de Los Angeles Tom Bradley convoque une conférence de presse durant laquelle il demande à la population de garder son calme tout en exprimant sa colère à l'annonce du verdict. Dans l'heure qui suit son discours, les rapports d'incidents de la police augmentent significativement.

#### Premiers rassemblements à71eet Normandie
Deux policiers demandent de l'aide pour arrêter un jeune homme qui a lancé quelque chose sur leur voiture et qu'ils poursuivent à pied. Une vingtaine de policiers, commandés par le lieutenant Michael Moulin, arrêtent l'adolescent, Seandel Daniels, et le jettent sans ménagement à l'arrière d'une voiture de police. L'adolescent est connu dans le quartier et une foule s'amasse rapidement, insultant et critiquant les policiers. Le groupe inclut un photographe du New York Times et un homme qui filme la scène à l'aide d'un caméscope.
Plusieurs personnes sont arrêtées pour leurs provocations et leur hostilité à l'encontre des policiers. Le lieutenant Moulin ordonne à toutes les forces de l'ordre de quitter le périmètre, inquiet qu'un de ses policiers utilise son arme pour repousser les manifestants en colère ; son inquiétude est aggravée par le fait que l'équipement anti-émeutes de ses policiers est resté au commissariat. Il appelle à la retraite vers 17 h 50,. Vers dix-huit heures, un poste de commande est installé à un dépôt de bus. Manquant de téléphones et n'ayant pas de télévisions, les policiers ne sont pas tenus au courant de l'évolution de la situation.

#### Déplacement des violences vers Florence et Normandie

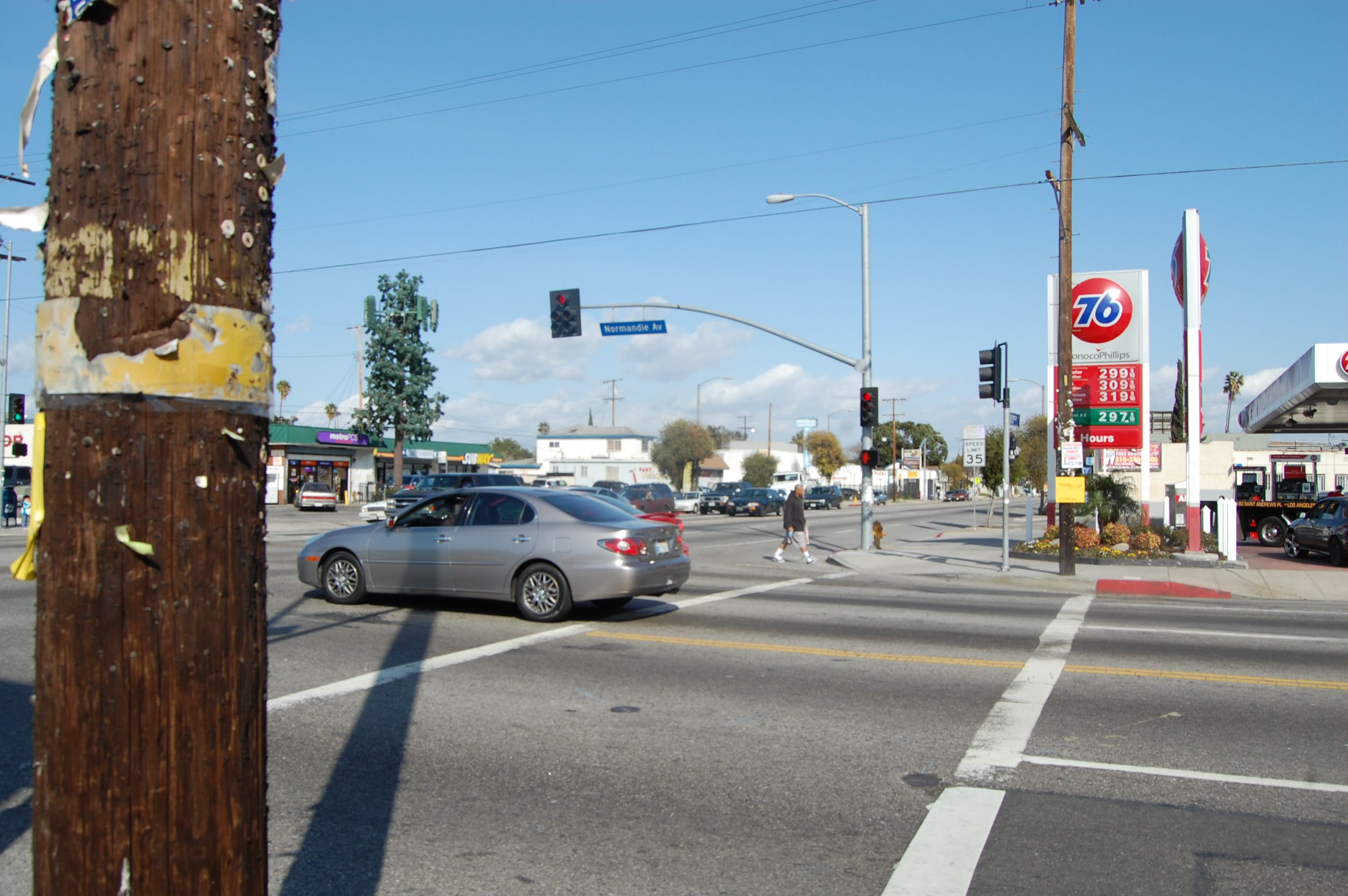
Vue du Sud-Ouest du croisement de Florence et Normandie, en mars 2010.

Après la retraite des policiers sur la 71e et Normandie, une grande partie des manifestants continue vers le Sud, à l'intersection des avenues de Florence et de Normandie. Juste après dix-huit heures, un groupe de jeunes hommes brise le cadenas et les fenêtres de Tom's Liquor, un débit de boissons, permettant à plus de 100 personnes de piller le magasin. Des manifestants dans la rue commencent à attaquer des automobilistes blancs ou asiatiques en leur jetant des débris ou en les forçant à sortir de leur voiture quand elle s'arrête. Le Los Angeles News Service, représenté par Zoey Tur et Marika Gerard, arrive sur place en hélicoptère, filmant l'émeute depuis les airs. La vidéo en direct est retransmise par de nombreuses télévisions de Los Angeles.
Vers 18 h 15, Moulin décide de continuer à recevoir les rapports d'incidents sur le vandalisme, les agressions et les pillages, mais de ne plus y envoyer de policiers. Il est remplacé par un capitaine qui a pour seule tâche d'observer ce qu'il se passe sur Florence et Normandie, tout en gardant ses policiers en sécurité. Tur continue à filmer et dit, à 18 h 30, que la présence policière est « inexistante ». L'intersection, bien que bloquée par des manifestants, n'est pas interdite aux voitures en l'absence de contrôleurs de la circulation. En parallèle, plusieurs armureries sont pillées ; une d'entre elles en particulier perd 1 150 armes à feu d'un coup.
À 18 h 43, un conducteur de camion blanc, Larry Tarvin, s'arrête à un feu rouge. Il est arraché de son siège par un groupe d'hommes noirs qui le rouent de coups et le frappent avec un extincteur tiré de son propre camion. Le dernier coup lui fait perdre conscience. Il reste inconscient plus d'une minute pendant que son camion est pillé, puis se relève et trébuche jusqu'à son véhicule. Avec l'aide d'un homme noir, il parvient à quitter le périmètre. Au même moment, une alerte policière est alors lancée sur toute la ville.

#### Agression de Reginald Denny
À 18 h 46, Reginald Denny, un conducteur de camion, un blanc, s'arrête au même feu rouge. Quatre hommes noirs l'arrachent de sa voiture et le battent violemment. L'attaque est filmée en direct depuis l'hélicoptère de Tur. Damian Williams jette une brique sur Denny ; la brique lui cause 91 fractures du crâne. 
La vidéo de Tur permet à un habitant du quartier, Bobby Green Junior, de se dépêcher sur place et de retrouver Denny. Il le trouve assis dans son camion, tentant de partir, mais le conducteur perd connaissance toutes les quelques secondes. Green l'amène à l'hôpital Daniel Freeman à Inglewood, où Denny fait une crise d'épilepsie,.

#### Agression de Fidel Lopez
Vers 19 h 40, Fidel Lopez, un immigrant guatémaltèque, est à son tour agressé en voiture et des jeunes hommes, dont Damian Williams, lui volent 2 000 $. Les émeutiers lui ouvrent la tête avec son auto-radio et un homme essaie de lui couper une oreille. Quand Lopez perd connaissance, la foule lui peint le torse, la poitrine et les parties génitales en noir à la bombe. Il est sauvé par le révérend Bennie Newton. Lopez survivra à l'attaque après plusieurs années de convalescence.
Le soleil se couche à 19 h 36. Neuf minutes plus tard, le premier appel pour incendie volontaire est enregistré. La police ne revient pas à l'intersection de Florence et Normandie avant 20 h 30 ; il ne reste alors que des ruines et presque aucun manifestant. Les autorités sont accusées d'avoir empiré la situation en ne répondant pas aux violences : comme elles sont filmées en direct, tous les habitants du quartier voient que la police ne réprime pas les émeutes.

#### Parker Center
Une foule commence à s'amasser dès l'annonce du verdict devant le siège de la police de Los Angeles au Parker Center. Les émeutes commencent vers 21 h, s'étendant rapidement jusqu'au Civic Center. Les émeutiers attaquent les policiers, renversent des véhicules, commettent des incendies et bloquent les routes. Des pompiers reçoivent des coups de feu en essayant d'éteindre les incendies et l'un d'entre eux est touché par une balle. La United States National Guard arrive sur place après plusieurs heures de trajet depuis sa caserne principale. L'armée distribue alors des gilets pare-balles aux pompiers, puis se déploie pour reprendre le centre commercial Martin Luther King à Watts.

#### Lake View Terrace
Dans le quartier de Lake View Terrace, 200 à 400 manifestants se regroupent à 21 h 15 là où Rodney King a été battu l'année précédente,. Ils se dirigent vers un commissariat de police. Une fois arrivés, ils jettent des pierres, tirent en l'air et allument des feux. La police utilise des tactiques anti-émeutes pour disperser la foule et arrêter les vandales.

### Jeudi 30 avril
À minuit, le maire Bradley impose un couvre-feu applicable du coucher au lever du soleil pour le quartier principal touché par les émeutes. À 10 h 15, il étend l'aire affectée par le couvre-feu. En milieu de matinée, les pillages et incendies se sont étendus à l'ensemble du comté de Los Angeles. Les émeutes se déplacent vers le Nord, d'abord au centre de Los Angeles puis à Hollywood. Les feux touchent Hollywood Boulevard, puis des violences éclatent dans les villes voisines d'Inglewood, Hawthorne, Compton et Long Beach[réf. nécessaire].
Pendant les violences, les forces de police abandonnent Koreatown. Les routes séparant Koreatown des quartiers blancs plus riches sont bloquées par la police et l'accès à Beverly Hills et West Hollywood est fermé. Certains habitants du quartier affirment que les policiers ont indirectement encouragé les violences dans le quartier pour protéger les plus riches, et que la police n'a pas répondu aux appels au secours,.
En l'absence de forces policières, les habitants de Koreatown créent leurs propres milices, essentiellement composées de propriétaires de magasins, pour se défendre des pillages. Beaucoup d'entre eux ont fait leur service militaire au sein des forces armées de la République de Corée avant d'arriver aux États-Unis. Plusieurs fusillades sont filmées, y compris un cas où des vendeurs coréens armés de carabines M1 et de Ruger Mini-14 tirent sur des pilleurs armés jusqu'à les forcer à se retirer. Edward Song Lee, 18 ans, est tué par un autre groupe de miliciens alors qu'il protège une pizzeria avec trois de ses amis.
Après ces événements, la 49e brigade de police militaire, basée à National City, est redéployée pour protéger le Centre culturel coréen et le consulat général de Corée du Sud à Los Angeles. On estimera après les émeutes que la moitié des dommages matériels causés à Los Angeles touchent des commerces coréens. Ces dommages encouragent de nombreux Coréano-Américains à militer auprès des autres minorités raciales contre le racisme systémique de la police qui a fait le choix de protéger des quartiers blancs. Trente ans plus tard, la population Coréenne de Los Angeles est toujours impactée par les émeutes, même si de manière minime. En effet, le boom économique de la Corée du sud ainsi que la gentrification de koreatown a permis de renflouer les caisses de ce quartier et d'enrichir la communauté coréenne locale en général.
Vers midi, le LAPD et le Los Angeles Sheriff Department sont prêts à réagir. Ils escortent les policiers de Los Angeles tandis que des renforts sont amenés au centre-ville en hélicoptère. George H. W. Bush condamne les émeutes et affirme que « l'anarchie » ne sera pas tolérée. Tous les vols de l'aéroport international de Los Angeles sont modifiés pour ne pas survoler les quartiers touchés par les émeutes[réf. nécessaire]. 
Le soir du 30 avril, Bill Cosby annonce l'épisode final du Cosby Show et appelle au calme depuis la station télévisée locale KNBC,. Le département de la Justice des États-Unis annonce reprendre l'enquête sur l'affaire Rodney King au niveau fédéral.

### Vendredi1ermai
À une heure du matin, le gouverneur Wilson demande une aide fédérale. Bush utilise l'Insurrection Act dans le cadre de l'Executive Order 12804, rendant la garde nationale californienne fédérale et autorisant les troupes fédérales à rétablir l'ordre. Le Pentagone active l'opération Garden Plot, créant la Joint Task Force Los Angeles à partir de la garde nationale californienne et des troupes fédérales. Le déploiement n'est pas prêt avant le lendemain, jour de la fin de la majeure partie des violences.
Dans la journée, Rodney King convoque une conférence de presse imprévue devant les bureaux de son avocat et demande, les larmes aux yeux, People, I just want to say, you know, can we all get along? (« Vous tous, je veux juste dire, vous savez, est-ce qu'on pourrait juste tous bien s'entendre ? »),.
Dans la soirée, la quarantième division d'infanterie (4 000 membres) et la garde nationale (10 000 membres dépêchés) continuent à patrouiller. La Maison Blanche fait venir 1 700 policiers spécialisés en maintien de l'ordre pour protéger les bâtiments fédéraux et soutenir la police locale. Plus tard dans la soirée, le président Bush s'adresse à la nation, dénonçant une « terreur aveugle et un État de non-loi », résumant sa discussion avec le maire Tom Bradley et le gouverneur Wilson, et soulignant l'assistance fédérale mise à la disposition des autorités locales. Citant le « besoin urgent de restaurer l'ordre », il avertit que la « brutalité d'une foule » ne sera pas tolérée, et qu'il « utilisera toute force nécessaire ». Il commente ensuite l'affaire Rodney King sur un ton plus modéré, soulignant la réaction de « bons et décents policiers » ainsi que celle de « civil rights leaders ». Il indique qu'il a déjà demandé au Département de la Justice de lancer une enquête et que la justice prévaudra. Les services postaux sont interrompus dans Los Angeles, et les habitants sont enjoints à se rendre en personne à la poste centrale de la ville. La file d'attente s'étend sur 40 blocs d'immeubles, et la garde nationale est dépêchée pour y maintenir l'ordre. En parallèle, les violences de Los Angeles s'arrêtent[réf. nécessaire].
Ce soir-là, de nombreux événements de divertissement sont annulés. Une partie des Lakers de Los Angeles au cours des Playoffs NBA 1992 est déplacée à Las Vegas et retardée. Les Clippers de Los Angeles déplacent leur match à Anaheim. En baseball, les Dodgers de Los Angeles retardent tous leurs matchs de quatre jours, y compris une série de trois matchs contre les Expos de Montréal qui ne sont joués qu'en juillet. À San Francisco, un couvre-feu préventif retarde une partie des Giants de San Francisco contre les Phillies de Philadelphie. Les hippodromes de Hollywood Park et de Los Alamitos sont fermés. La Fiesta Broadway est annulée. Van Halen annule deux concerts à Inglewood, Metallica et Guns N' Roses déplacent leurs concerts au Rose Bowl en raison de l'accès bloqué au Coliseum. Michael Bolton annule son concert au Hollywood Bowl[réf. nécessaire] et la World Wrestling Federation annule des événements à Long Beach et Fresno.

### Samedi 2 mai
Au quatrième jour, 4 000 soldats de l'armée et des Marines sont déployés afin de mettre fin aux émeutes et de rétablir l'ordre. Il s'agit de la première occupation militaire de Los Angeles depuis la Grève Pullman de 1894 et de la première occupation militaire d'une ville américaine pour cause d'émeutes depuis l'assassinat de Martin Luther King en 1968. Le calme commence à revenir avec le déploiement des forces fédérales.
Ces troupes mettent 24 heures à se déployer à Huntington Park, montant le nombre de militaires sur place à 13 500 personnes qui soutiennent directement la police locale. Les violences s'étant presque complètement arrêtées, un cortège de 30 000 manifestants se regroupe à onze heures à Koreatown pour soutenir les commerçants locaux et faire passer un message pacifique.

### Dimanche 3 mai
Le calme se réinstalle et le maire Tom Bradley assure à la population que la crise est « pratiquement sous contrôle »,. En fin de soirée, la garde nationale tue par balle un conducteur de voiture qui a tenté de forcer un barrage. À Compton, la police et des Marines interviennent dans un cas de violences conjugales où le suspect a pris sa femme et ses enfants en otage. À l'arrivée de la police, le suspect tire deux balles, blessant des policiers. Un policier s'écrie « couvrez-moi ». Dans la formation policière, l'injonction signifie qu'il faut tirer si nécessaire, mais pour les Marines, il s'agit d'un ordre de tirer à vue. Les Marines tirent plus de 200 balles dans la maison. Ni le suspect, ni sa femme et ses enfants ne sont touchés.
Au 3 mai, 6 345 arrestations sont menées et on dénombre 44 tués, dont sept personnes abattues par les forces de l'ordre.

### Lundi 4 mai et plus tard
Le couvre-feu est levé le 4 mai, ce qui marque la fin officielle des émeutes. Des violences ponctuelles continuent pendant quelques jours supplémentaires. Les troupes fédérales quittent les lieux le 9 mai, suivies de la garde nationale le 14 mai, bien que ses derniers membres ne soient partis que le 27 mai.

## Bilan
La couverture médiatique continue, possible en particulier grâce aux hélicoptères des équipes de télévision, permit une très large diffusion de l’événement, et les scènes de violence montrées (notamment les images de la ville en flammes, des boutiques ouvertement pillées, des curieux battus et les coups de feu tirés par les émeutiers à la police) retinrent l'attention du public. 
Un couvre-feu et le déploiement de troupes de la garde nationale californienne permirent un meilleur contrôle de la situation, et finalement des troupes fédérales furent dépêchées afin de mettre fin au désordre. La réaction officielle à cette émeute fut la plus grande opération de rétablissement de l'ordre coordonnée de l'histoire. Pendant des semaines, des unités de la police de Los Angeles (LAPD) recherchèrent les biens volés en pénétrant dans les logements ouvriers, pendant que les agents de la police des frontières patrouillaient dans les rues à la recherche d'étrangers en situation irrégulière. Les peines d'amende et d'emprisonnement furent dans plusieurs cas complètement disproportionnées.
Les estimations du nombre de vies perdues durant les émeutes varient entre 50 et 60, et 2 383 personnes furent blessées. Une étude nominative a relevé 53 personnes qui ont été directement ou indirectement tuées par les émeutes. 35 le furent par balles, huit lors d'accidents de voiture, cinq ont été brûlées, deux personnes poignardées et un homme a été étranglé[réf. nécessaire]. Parmi les victimes figuraient vingt-cinq Afro-Américains, seize Hispaniques, huit Blancs, deux Asiatiques, un Français d'origine algérienne et une personne originaire d'Inde ou du Moyen-Orient[réf. nécessaire]. 22 décès sont encore inexpliqués. Dix de ces personnes ont été tuées par les forces de sécurité.
On estime le coût des dommages matériels entre 800 millions et 1 milliard de dollars pour le comté de Los Angeles (selon la prise en compte ou non des pillages). Approximativement 3 600 incendies furent allumés, détruisant 1 100 bâtiments, les pompiers recevant par moments un appel par minute. Jusqu'à 10 456 gardes nationaux californiens furent déployés et plus de 11 000 personnes furent arrêtées. Les statistiques montrent que 52 % des personnes interpellées étaient d'origine hispanique, 36 % étaient des Afro-Américains, et 9 % étaient des Blancs. Ces nombres sont proportionnels au nombre de résidents dans la zone de Los Angeles où les émeutes ont eu lieu (le quartier de Watts principalement) ; cependant, ils ne correspondent pas aux proportions des différentes catégories ethniques de Los Angeles dans son intégralité. Les commerces possédés par des Coréens et d'autres immigrants asiatiques furent principalement visés, même si ceux des Blancs et Noirs furent également attaqués. Malgré l'image d'émeutes raciales que les événements ont gardée, la majorité des pillages et des violences furent le fait de jeunes hommes, noirs, hispaniques et blancs, et si certains des pillages furent l'occasion de vols de produits de luxe, dans d'autres quartiers moins favorisés, la population se concentra sur des produits de première nécessité. Certains criminels tirèrent profit du chaos, tandis que des gangs en profitèrent pour régler leurs comptes avec d'autres bandes et la police.
Pour l'historien Andrew Diamond, « plus qu'un soulèvement noir contre l'establishment blanc, le carnage qui embrase South Central tient davantage d'une rébellion multiethnique, d'une guerre entre communautés. Elle révèle les lignes de faille existant entre trois groupes voisins — Noirs, Latinos et Coréens — en concurrence de plus en plus vive pour les emplois, le logement et les rares ressources publiques ».
D'autres émeutes, plus petites, eurent lieu dans d'autres villes des États-Unis, en particulier à Las Vegas, Atlanta, et San Francisco, mais également à Oakland, New York, Seattle, Chicago, Phoenix, Madison, et même dans la ville canadienne de Toronto[citation nécessaire].

## Analyses

### Place des Coréano-Américains dans les émeutes
Après le meurtre de Latasha Harlins le 16 mars 1991 et la peine particulièrement légère de la tueuse, Soon Ja Du, les relations entre les Africains-Américains et les Coréano-Américains de Los Angeles se tendent considérablement.
Dès le premier soir des émeutes, Richard Rhee, qui tient une grande armurerie à Koreatown, garde son parking avec 20 employés armés. Des vidéos circulent amplement, dont une montrant deux commerçants coréens tirant plusieurs coups de feu sur des pilleurs. Le New York Times qualifie la situation de guerre raciale et évoque des justiciers cherchant à se venger eux-mêmes. Pendant les émeutes, les Coréano-Américains ne reçoivent quasiment aucune aide policière, entre autres en raison de leur statut social peu élevé et de la barrière de la langue. Des stations de radio coréennes appellent les immigrants à défendre Koreatown et ils s'y rendent en masse, souvent armés. 
Bien qu'éloigné de South Central, le quartier de Koreatown est le plus touché par les émeutes. Plus de 2 300 petits commerces sont pillés ou vandalisés pendant les émeutes, causant plus de 400 millions de dollars de dégâts. Onze mois après les émeutes, un sondage du Los Angeles Times montre que près de 40 % des Coréano-Américains ont l'intention de quitter Los Angeles. Un an après les émeutes, moins d'un magasin endommagé sur quatre a rouvert. 730 Coréano-Américains sont traités pour un trouble de stress post-traumatique.
Les Coréano-Américains de Los Angeles appellent les émeutes Sa-I-Gu, soit « 4.29 » en coréen, en référence à la date du début des émeutes. Les réponses de la communauté après le conflit sont variées. Certains créent des organisations militantes comme l'Association des victimes coréano-américaines, d'autres montent des initiatives de collaboration avec les autres groupes ethniques minoritaires, comme la Korean American Coalition. Les violences de 1992 sont le catalyseur d'une nouvelle vague de militantisme coréano-américain, divisé en deux camps, Les progressistes cherchent à unir leurs forces avec les autres minorités de Los Angeles pour combattre le racisme systémique et la recherche d'un bouc émissaire. Les conservateurs prônent l'ordre et tendent à souligner les différences politiques entre eux-mêmes, souvent Républicains, et les autres minorités raciales plus souvent de gauche,.

## Conséquences
Après les émeutes, l'opinion publique réclama un nouveau procès des officiers impliqués dans l'affaire King, et des charges fédérales (violation des droits civils) furent déposées contre eux. Alors que le premier anniversaire de l'acquittement approchait, la ville attendait avec impatience les décisions du jury fédéral ; sept jours de délibération suscitaient la peur d'une nouvelle explosion si le verdict était « non coupables ».
Des mesures de précaution furent prises par le gouvernement et les médias. Ainsi la décision fut lue à 7 heures du matin, lors de la session du tribunal du samedi 17 avril 1993. Deux officiers, l’officier Laurence Powell et le sergent Stacy Koon, furent déclarés coupables tandis que les deux autres furent acquittés.
Conscients des accusations portées sur leur traitement des événements qui avaient suivi la première décision du jury, les médias optèrent pour une couverture plus sobre qui inclut des interviews de passants plus pondérées. La police était mobilisée, avec des officiers effectuant des roulements de douze heures, des convois patrouillant les rues, des hélicoptères en observation, des barrages, des centres de commandement tactique, et le soutien de la Garde nationale et des Marines,. Aucune manifestation de violence ne fut observée.
Peter Ueberroth, président du comité d'organisation des Jeux olympiques d'été de 1984 à Los Angeles, tenta de stimuler le développement des zones endommagées en tant que directeur de Rebuild L.A., une organisation créée le 30 avril 1992, après le début des émeutes, à la demande du maire de Los Angeles. À la suite des pressions de l'opinion pour une plus grande diversité raciale, Peter Ueberroth s'adjoignit un Noir, un Blanc, un Hispanique et une Asiatique. Pourtant les résultats financiers représentèrent la moitié de ceux escomptés et il ne réussit pas à attirer d'importants investissements. Les efforts durèrent jusqu'en 1997, quand Rebuild L.A transféra ses informations au Los Angeles Community College District, ce dernier prenant désormais la suite.
Warren Christopher prend la tête d'une commission chargée d'enquêter sur les pratiques racistes au sein de la LAPD. Ses recommandations sur une réforme de la police n'ont cependant pas été appliquées, alors que, une décennie plus tard, le taux de pauvreté à South Central a encore augmenté.

## Dans les arts et la culture populaire

### Jeux vidéos
- 2004 : GTA : San Andreas : la guerre des gangs vers la fin du jeu a notamment été inspirée par les émeutes de 1992 en Californie.

### Cinéma
- 2002 : Dark Blue de Ron Shelton d'après une histoire de James Ellroy, avec Kurt Russell.
- 2024 : 1992 d'Ariel Vromen.

### Télévision

#### Documentaire
- 2016 : The Lost Tapes épisode LA Riots de Tom Jennings

### Filmographie
- Dark Blue, film de 2003 qui se déroule pendant les émeutes de 1992.
- L.A. 24/04/1992, émeutes à Los Angeles, film sur les émeutes de 1992, à la suite de l'acquittement des policiers impliqués dans le tabassage de Rodney King. Film de quatre réalisateurs, quatre communautés et quatre points de vue sur les événements.
- Kings, film de 2017 qui se déroule pendant les émeutes de 1992.
- LA 92, documentaire de 2017 produit par National Geographic composé uniquement d'images d'archives, relatant les émeutes ainsi que leur contexte, du tabassage de Rodney King au meurtre de Latasha Harlins.